# Hans Carl von Carlowitz
Hans Carl von Carlowitz (født 24. december 1645 i Oberrabenstein ved Chemnitz, død 3. marts 1714; oprindelig Hannß Carl von Carlowitz) var en tysk skatterevisor og administrator i minedrift. Hans bog Sylvicultura oeconomica oder haußwirthliche Nachricht und Naturmäßige Anweisung zur wilden Baum-Zucht (1713) var den første omfattende afhandling om skovbrug, og han anses for at være ophavsmanden til bæredygtigt skovbrug.

## Liv og virke
Han var søn af forstmester Georg Carl von Carlowitz. Han studerede jura og offentlig forvaltning i Jena, lærte fremmedsprog, foretog rejser til Frankrig, Rusland og Italien i sin ungdom og var engageret i de naturlige videnskaber og minedrift.
1677 blev han en minedriftadministrator og 1711 blev han i spidsen for minedrift på retten i Kursachsen i Freiberg (Sachsen). Freiberg, som er beliggende ved foden af Erzgebirge, var kendt for sine sølvminer. I denne stilling var han var blandt andet ansvarlig for levering af træ til mineindustrien, som beskæftigede omkring ti tusinde minearbejdere på daværende tidspunkt. Han døde i Freiberg.

## Betydning
Ideen om bæredygtighed, uanset hvor den forekommer i historien, opstår i krisetider og knaphed. Omkring 1700 blev mineindustrien som levebrød truet for tusinder i Sachsen. Vanskeligheden var ikke, at minerne var udtømt deres malm, problemet var en akut mangel på træ. Mineindustrien og smeltning af malm havde forbrugt hele skove. I nærheden af steder for mineaktivitet var de gamle skove forsvundet helt. Træer var blevet fældet i uholdbare mængder i årtier uden bestræbelser på at genskabe skovene. Først blev flodsystemer i Erzgebirge manipuleret, så stammer kunne transporteres fra fjernt liggende skovområder, men disse foranstaltninger udskød kun krisen. Priserne for træ steg stadig, hvilket førte til konkurs og lukning af dele af mineindustrien. Hans Carl von Carlowitz levedet i og blev påvirket af dette miljø. Han rejste meget i sin ungdom og lærte meget af den tvungne disciplin i den franske minister Jean Baptiste Colbert, der havde vedtaget en reform af skovbruget i Frankrig.
Hans betydning som forfatter er i det faktum, at han var den første, der udførligt skrev om skovbrug. Hans afhandling er en samling af viden om skovforvaltning på daværende tidspunkt. Han brugte sin egen erfaring til at udbygge det videnskabelige videngrundlag, der var efter ødelæggelsen under Trediveårskrigen. Hans Carl von Carlowitz var den første til klart at formulere begrebet "bæredygtighed" i skovbruget.